# Trichonius quadrivittatus
Trichonius quadrivittatus là một loài bọ cánh cứng trong họ Cerambycidae.